# 突然!サバイバル
『突然!サバイバル』 (とつぜん!サバイバル、英語：FLIGHT 29 DOWN) は、アメリカ合衆国で2005年から2007年に放送された全30話のテレビドラマ。2009年9月よりNHK教育で放送された。

## あらすじ
小型旅客機が南太平洋の孤島に不時着してしまい、乗っていた11人の少年少女はそこでの生活を余儀なくされる。

## 登場人物
ネイサン(Nathan)
演 - コービン・ブルー・日本語吹替 - 川中子雅人
16歳。キャンプが大好きなアウトドア派。デーリーとは、学年委員を選ぶ選挙以来の宿命のライバル。
不時着してすぐにボーイスカウトで習った方法で火を起こそうと心みるが、結局火を起こすことはできなかった。また、デーリーと島での生活を指揮するリーダーを争う（その時は結局ジャクソンがリーダーになる）
島で過ごしていくうちに、これまで争っていたデーリーに恋をしてしまう。
メリッサ(Melissa)
演 - クリスティ・ウー・日本語吹替 - 青山桐子
16歳。スクラップブックを作るのが趣味。決断力に欠けるが、人の役に立ちたいと考えている心優しい少女。
真面目なタイプで、子どもっぽいところがある。ネイサンとは友達。
エリックからは他の誰よりも被害を受けているのに、最後には彼を助けることが多い。
リーダーの仕事をするジャクソンに惹かれていくが、サバイバルが終わってから告白するとビデオダイアリーに記録する。しかし、エリックとテイラーにそのことを知られてしまい、テイラーにビデオの音声をビーチ全体に流されてしまう。
だが、ジャクソンもまんざらではないのか、いまはサバイバル中だが帰ったら電話をすると約束。一時的に戻ってきたアビーのサプライズダンスパーティーでは2人もいいムードになっていた。
エリック(Eric)
演 - ジェレミー・キスナー・日本語吹替 - 平川大輔
16歳。型にはまらず、我が道を行くタイプで、好きなのは昼寝と女の子。学校では女の子にモテていた。
不時着してすぐの頃はすぐに助けがくると思い、テイラーとビーチで遊んでいた。
自分の仕事を仮病でサボったり、メリッサのジャクソンへの思いを記録したビデオダイアリーをネタに脅迫したりしていた。
カキアレルギーだったことを知らずにカキを食べ、死に掛けるがメリッサに救われる。
みんなのビデオダイアリーをこっそり見ていた。それが原因でジャクソンの過去が明らかになることがある。
水運びの仕事が嫌になり、水を浄化するための火を起こすライターを隠したこともある。結果、ライターは壊れてしまい、全員から非難をあびることになる。
「テントに入り込んだイグアナを追い出す」という罰で罰せられたあとも反省の色がなく、それがさらに全員の反感を買うことになる。のちにライターを直して、どうにか仲直りはした。
この罰も、ロスではイグアナを飼っているエリックにとっては容易なことだった。
色々と問題の火種になる人物である。
テイラー(Taylor)
演 - ローレン・ストーム・日本語吹替 - 坂本真綾
16歳。日焼けがチャーミングな女の子。ショッピングと映画が好き。
エリック以上にサバイバルには無関心で、サバイバル中とは思えない発言を多くする。
ロスにいた頃、わずかだがネイサンと交際していた。
サバイバルでまったく役に立たないと思われていたが、釣りに苦戦するジャクソンに釣りを教えたのは彼女である（そのことを2人以外は知らない）。
釣りとは無縁そうな彼女が釣りを知っていたのは、小さい頃に父親と一緒にいたいがために釣りに着いて行っていたから。
自分のシャツを勝手に着たことを理由に、メリッサがジャクソンへの思いを記録したビデオダイアリーの音声をスピーカーでビーチに流した。
頼みの綱だった無線と飛行機がなくなったさい、ショックで一言も喋らなくなった（すぐに回復する）。
ジャクソン(Jackson)
演 - ジョニー・ペイカー・日本語吹替 - 四宮豪
16歳。格闘技と音楽が好き。物静かで謎めいた少年。
キャンプに来る直前に転校してきた。
デーリー(Daley)
演 - ハリー・ハーシュ・日本語吹替 - ちふゆ
16歳。スポーツ好きで活発なリーダータイプ。レックスの義姉。
レックス（Lex(Alexander)）
演 - アレン・アルヴェラード・日本語吹替 - 久保田恵
10歳。デーリーの義弟にあたり、読書とコンピューターが好き。一番年下だが賢くてしっかり者。

## エピソード

### シーズン1
- 第1話「不時着」 (The Arrival)
- 第2話「残された7人」 (The Quest For Fire)
- 第3話「リーダーは誰？」 (It's Lonely at the Top)
- 第4話「水がない」 (Not a Drop to Drink)
- 第5話「もう食べ物が…」 (A Fish Story)
- 第6話「いがみ合い」 (The Pits)
- 第7話「友達なのに」 (The Cry of the Wolf)
- 第8話「大切なもの」 (Survival of the Fittest)
- 第9話「ありがとうレックス」 (Mazeathon)
- 第10話「誰かいる！」 (Eight is Enough)
- 第11話「アビーの決意」 (Abby Normal)
- 第12話「誰が犯人？」 (Until Proven Guilty)
- 第13話「リーダーの秘密」 (Scratch)

### シーズン2
- 第14話「テイラーの沈黙」 (Look Who's Not Talking)
- 第15話「謎の箱」 (Groundbreaking)
- 第16話「ネイサンの恋」 (She Said, He Said, She Said)
- 第17話「大切なライター」 (The Uninvited)
- 第18話「チームワークって？」 (The Tide)
- 第19話「最後の火種」 (Where There's Smoke)
- 第20話「7人の力で」 (Home Sweet Home)
- 第21話「パーティーをしよう」 (Chilloween)
- 第22話「誰のせいでもない」 (Regrets)
- 第23話「無人島から脱出？」 (The Drift)
- 第24話「アビーのサバイバル」 (Good Luck Abby)
- 第25話「生きのびるために」 (One Breath Away)
- 第26話「最後の多数決」 (See Ya)

### シーズン3
- 第27話「デーリーの責任？」 (The Hotel Tango Part1)
- 第28話「絶望と希望」 (The Hotel Tango Part2)
- 第29話「最後の希望」 (The Hotel Tango Part3)
- 第30話「28日目の朝」 (The Hotel Tango Part4)